# Elaia Christengemeinden

Logo der Freikirche Elaia Christengemeinden

Die Elaia Christengemeinden (ECG) sind eine österreichische Freikirche. Gegründet wurde sie im Jahr 2006 als Zusammenschluss mehrerer bis dahin unabhängiger freikirchlicher Gemeinden, 2013 wurde sie im Rahmen der Freikirchen in Österreich gesetzlich anerkannte Kirche (Religionsgesellschaft).
Eine besondere Aufgabe sieht sie im Aufbau und in der Stärkung christlich-jüdischer Beziehungen.

## Geschichte
Im Jahr 2005 gab es fünf freikirchlich orientierte Gemeinschaften als Gründungsmitglieder. Am 13. April 2006 erhielten sie – mit damals 380 Mitgliedern – vom österreichischen Unterrichtsministerium den Status einer „eingetragenen religiösen Bekenntnisgemeinschaft“. Im Laufe der folgenden Jahre schlossen sich zwei weitere unabhängige Freikirchen dem Verbund an.
Seit 2013 bilden die Elaia Christengemeinden gemeinsam mit dem Bund der Baptistengemeinden in Österreich, dem Bund Evangelikaler Gemeinden in Österreich, der Freien Christengemeinde – Pfingstgemeinde in Österreich sowie der Mennonitischen Freikirche den interkonfessionellen Zusammenschluss Freikirchen in Österreich. Dieser erhielt am 26. August 2013 durch das Bundesministerium für Unterricht, Kunst und Kultur seine Anerkennung als staatlich anerkannte „Kirche (Religionsgesellschaft)“ und damit einhergehend die Stellung einer Körperschaft des öffentlichen Rechts.

## Name
Der Namensbestandteil Elaia leitet sich her vom altgriechischen έλαία (deutsch: Ölbaum) und will an die Aussage des Apostels Paulus anknüpfen, dass die nichtjüdischen Christen im „Ölbaum“ Israel nur eingepfropft sind. Der Name will programmatisch verstanden werden: 

„Es ist wichtig, dass wir uns als Christen und Christinnen gemäß der Bibel wieder als wilde Zweige in den edlen Ölbaum Israel einsetzen lassen und entdecken, dass unsere Identität das gesamte Glaubensgut des Volkes Israel ist.“

## Mitgliedergemeinden
Der Verbund der Elaia Christengemeinden besteht aus folgenden Einzelkirchen:
- Ichthys Gemeinde Wiener Neustadt[L 1]
- Rhema-Gemeinde Linz[L 2]
- Christliches Zentrum Wien (CZW)[L 3]
- Immanuel Gemeinde Amstetten
- „Leben in Christus“-Gemeinde Gmunden
- Wort des Lebens Gemeinde Wien[L 4]
- Christliches Zentrum Weinviertel-Rabensburg
- All Nations Linz
- Calvary Chapel Wien
- Calvary Chapel Spittal/Drau